# Ed en Lorraine Warren
Edward (Ed) Warren Miney (7 september 1926 – 23 augustus 2006) en Lorraine Rita Warren (31 januari 1927 – 18 april 2019) waren Amerikaanse paranormale onderzoekers en auteurs die in verband werden gebracht met prominente zaken die in verband stonden met paranormale gebeurtenissen. Edward was een autodidact en zelfverklaard demonoloog, auteur en docent. Lorraine beweerde een helderziende te zijn en een lichte trance medium die nauw samenwerkte met haar man.
In 1952 richtten de Warrens de New England Society for Psychic Research (NESPR) op, de oudste spokenjachtgroep in New England. Ze schreven diverse boeken over het paranormale en over hun privéonderzoeken naar verschillende rapporten van paranormale activiteit. Ze beweerden tijdens hun carrière meer dan 10.000 gevallen te hebben onderzocht. De Warrens behoorden tot de eerste onderzoekers in de zogenaamde Amityville-achtervolging. Volgens de Warrens gebruikt de NESPR een verscheidenheid aan personen waaronder artsen, onderzoekers, politieagenten, verpleegsters, studenten en leden van de genootschap bij zijn onderzoeken. Verhalen over paranormale gebeurtenissen die door de Warrens werden gepopulariseerd zijn voor diverse films, televisieseries en documentaires deels of in zijn geheel als basis gebruikt. Waaronder een paar films in de Amityville Horror serie en de films in The Conjuring Universe.

## Bekende zaken

### Annabelle
Volgens de Warrens beweerden twee kamergenoten in het jaar 1968 dat hun Raggedy Ann-pop bezeten was door de geest van een jong meisje genaamd Annabelle Higgins. De kamergenoten beweerden dat de pop soms van positie veranderde en later op andere plekken in het appartement terug gevonden werd dan waar het werd achtergelaten. Toen de pop een van hun vrienden zou hebben aangevallen schakelde zij de hulp van de Warrens in. De Warrens vertelden de kamergenoten dat de pop "gemanipuleerd werd door een onmenselijke aanwezigheid" en hielden daarop een exorcisme voor de pop. Hierna namen zij de pop mee en liet een speciale kist voor het bouwen, sindsdien staat de pop in de The Warrens 'Occult Museum. De legende van de pop inspireerde verschillende films in The Conjuring Universe waaronder The Conjuring (2013) en Annabelle (2014).

### Amityville
De Warrens zijn waarschijnlijk het best bekend vanwege hun betrokkenheid bij de Amityville Horror uit 1975 waarin het New Yorkse echtpaar George en Kathy Lutz beweerden dat hun huis was bezeten door een gewelddadige, demonische aanwezigheid die zo intens was dat het hen uiteindelijk uit hun huis verdreef. De Amityville Horror Conspiracy- auteurs Stephen en Roxanne Kaplan onderzochten de zaak en typeerden het als een "hoax", dit ontkende Lorraine Warren. Deze paranormale verhalen vormde de basis voor het boek The Amityville Horror uit 1977 en diende als inspiratie voor diverse gelijknamige films waaronder The Amityville Horror (1979) en zijn diverse vervolgfilms. De versie van de gebeurtenissen van Warrens is gedeeltelijk aangepast en ook geportretteerd in de openingsscène van The Conjuring 2 (2016).

### Enfield poltergeist
In 1977 onderzochten de Warrens beweringen dat een gezin in de Noord- Londense voorstad Enfield werd achtervolgd door paranormale poltergeist- activiteit; zoals het zelfstandig bewegen van stoelen en geklop op muren. Terwijl een aantal onafhankelijke waarnemers het incident afdeed als een hoax uitgevoerd door "aandacht-hongerige" kinderen, waren de Warrens ervan overtuigd dat het een geval van "demonische bezetenheid" was. Het verhaal vormde de inspiratie voor The Conjuring 2 (2016), hoewel critici zeggen dat de Warrens er in werkelijkheid in veel mindere mate bij betrokken waren dan dat in de film geportretteerd wordt.

### Cheyenne Johnson
In 1981 werd Arne Cheyenne Johnson beschuldigd van de moord op zijn huisbaas, Alan Bono. Ed en Lorraine Warren waren vóór de moord gebeld om de vermeende demonische bezetenheid van de jongere broer van Johnson's verloofde aan te pakken. De Warrens beweerden vervolgens dat Johnson ook bezeten was op het moment van de moord op zijn huisbaas. Tijdens het proces probeerde Johnson zich niet schuldig te pleiten op grond van de reden van demonische bezetenheid, dit lukte niet en hij werd veroordeeld voor moord. In 2021 verscheen de film The Conjuring: The Devil Made Me Do It, de film zou gebaseerd zijn op deze zaak.

## Privé
In 1945 trouwden Ed en Lorraine met elkaar. In 1950 beviel Lorraine van hun dochter Judy Warren. Hun dochter komt tevens voor in de films, geportretteerd als toen ze een kind was. Judy en haar man hebben na het overlijden van haar ouders The Warrens 'Occult Museum overgenomen.

## The Warrens 'Occult Museum
Naast onderzoeken runde Lorraine The Warrens 'Occult Museum (nu gesloten) in de achterkant van haar huis in Monroe, Connecticut met de hulp van haar schoonzoon. In het museum staan diverse beweerde bezeten of vervloekte objecten en artefacten van over de hele wereld die de Warrens meenamen als een onderzoek was afgerond. In dit museum staat tevens de echte Annabelle-pop waar onder andere de horrorfilms Annabelle (2014), Annabelle: Creation (2017) en Annabelle Comes Home (2019) op gebaseerd zijn. Een replica van het museum komt ook voor in verschillende films in de The Conjuring Universe.

## Filmografie
Door de jaren heen zijn er verschillende films en series uitgebracht die deels of in zijn geheel gebaseerd zijn op de paranormale onderzoeken of gebeurtenissen die de Warrens zouden hebben meegemaakt en die ze beschreven hebben. De eerste films die deels op de Warrens hun verhaal gebaseerd zijn, zijn de films uit de The Amityville Horror serie waaronder The Amityville Horror (1979) en The Amityville Horror (2005). In 1991 verscheen de film The Haunted die op de Warrens boek The Haunted: The True Story of One Family's Nightmare gebaseerd was. Een andere film die losjes gebaseerd is op de onderzoeken van The Warrens is The Haunting in Connecticut uit 2009.

### The Conjuring Universe
De dossiers en verhalen van de Warrens dienen als basis voor de horrorfilms van The Conjuring Universe.
In de film The Conjuring uit 2013 , geregisseerd door James Wan, wordt een zaak van de Warrens belicht, met in de hoofdrollen Patrick Wilson en Vera Farmiga als Ed en Lorraine Warren. De opvolger uit 2014, Annabelle, een bovennatuurlijke psychologische horrorfilm geregisseerd door John R. Leonetti, is zowel een prequel als een spin-off van The Conjuring, en werd geïnspireerd door een verhaal over de Annabelle-pop. De echte pop waar de film overgaat hebben de Warrens in hun Occult Museum staan. 
De volgende film in het Conjuring-universum was The Conjuring 2 uit 2016, waarin Farmiga en Wilson hun rollen opnieuw vertolkten als respectievelijk Lorraine en Ed. Het is gebaseerd op de Enfield Poltergeist- zaak. In 2017 werd een andere prequel uitgebracht, Annabelle: Creation, die het oorsprongsverhaal van de Annabelle-pop vertelt. Farmiga en Wilson verschenen kort als Ed en Lorraine in de spin- off film The Nun uit 2018 , die de nadruk legde op het personage Valak in zijn "Demon Nun" -vorm die eerder in de film The Conjuring 2 te zien was.
In 2019 kwam de film Annabelle Comes Home uit dat een vervolg is op Annabelle (2014) en Annabelle: Creation (2017). In 2021 kwam de film The Conjuring: The Devil Made Me Do It uit.